# The Ocean/Over the Hills and Far Away
The Ocean/Over the Hills and Far Away è un singolo discografico della band britannica Led Zeppelin, pubblicato nel 1973 in Germania e in Austria.

## Tracce
1. The Ocean – 4:28 (Robert Plant, Jimmy Page, John Paul Jones e John Bonham)
2. Over the Hills and Far Away – 3:10 (Robert Plant e Jimmy Page)